# Gorna Banea
Gorna Banea (în bulgară Горна баня) este un cartier situat în raionul Ovcea Kupel al orașului Sofia. Este situat în colțul sud-vestic al capitalei bulgare, fiind renumit pentru apele sale minerale și pentru faptul că are cel mai curat aer din Sofia.

## Istoria
Există dovezi istorice că în acest loc a existat în Evul Mediu o altă așezare care a fost abandonată din motive necunoscute până în prezent. Potrivit unei legende satul a început să se dezvolte după ce un câine de vânătoare s-a vindecat miraculos când a alergat în zona mlăștinoasă de sub izvorul mineral de astăzi. Numele așezării Gorna Banea („Băile de Sus”) conține o descriere a așezării, deosebindu-se de Dolna Banea („Băile de Jos”) din apropiere.
La începutul secolului al XVII-lea Gorna Banea făcea parte din moștenirea fiicei sultanului Selim al II-lea, Șah Sultan. În anii 1940 erau 75 gospodării creștine, iar în anii 1960, 50.
În 1938 satul avea o populație de 3.100 de locuitori, iar pe 11 aprilie 1938 Gorna Banea a devenit cartier al orașului Sofia.

## Apă minerală

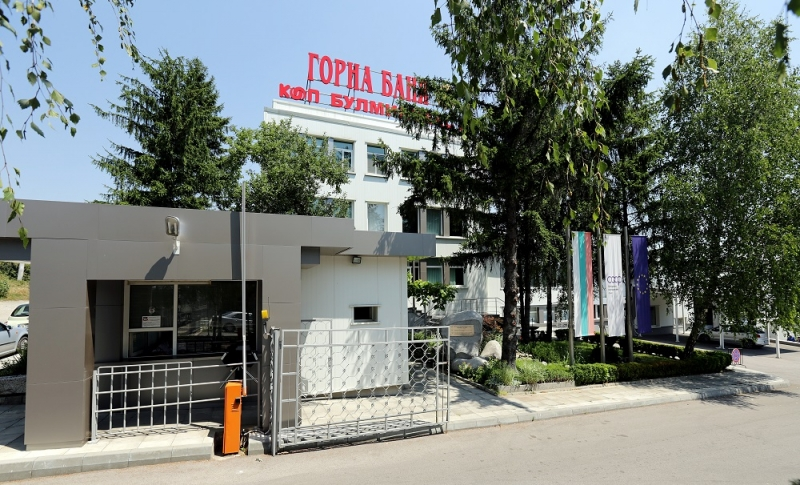
Bulminvex - GB EOOD

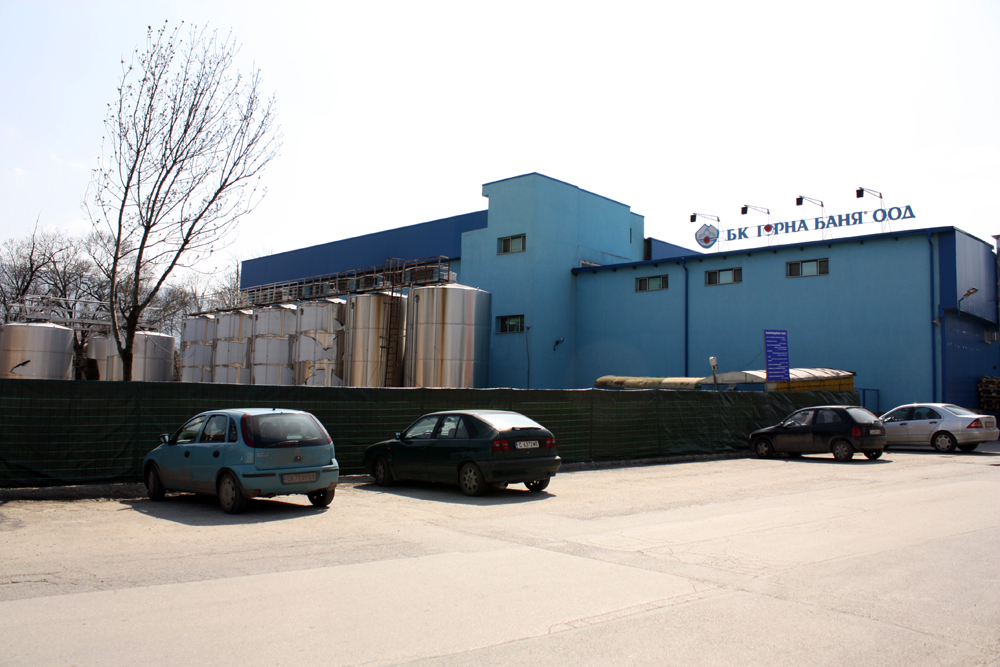
BK Gorna Banea OOD

Cunoscută de secole, apa minerală din izvoarele Gornei Banea a fost cercetată pentru prima dată la sfârșitul secolului al XIX-lea de A. Tegarten. Datorită reputației sale, a calităților curative și a utilizării sale în alimentarea capitalei bulgare, apa minerală din Gorna Banea este una dintre cele mai analizate ape minerale din Bulgaria.
Ea este una dintre apele din Bulgaria cu cele mai puține substanțe minerale dizolvate, locul ei de origine fiind homotermic, adică are aceeași temperatură de la suprafață până la fund. Temperatura apei la sursa de forare este de 38 de grade.
În 2016 două companii bulgare (BC Gorna Bania OOD și Bulminvex – GB EOOD) îmbuteliau apă din izvoarele din Gorna Banea.

## Arhitectura
Cartierul este alcătuit în principal din case unifamiliale și multifamiliale și din vile. În ultimii ani au fost construite tot mai multe clădiri cu un regim redus de înălțime. Gorna Banea rămâne una dintre puținele zone din Sofia, unde nu există blocuri. Prețurile locuințelor și terenurilor din acest cartier continuă să fie mari. Zona de vile a cartierului este formată din clădiri luxoase pentru o singură familie.

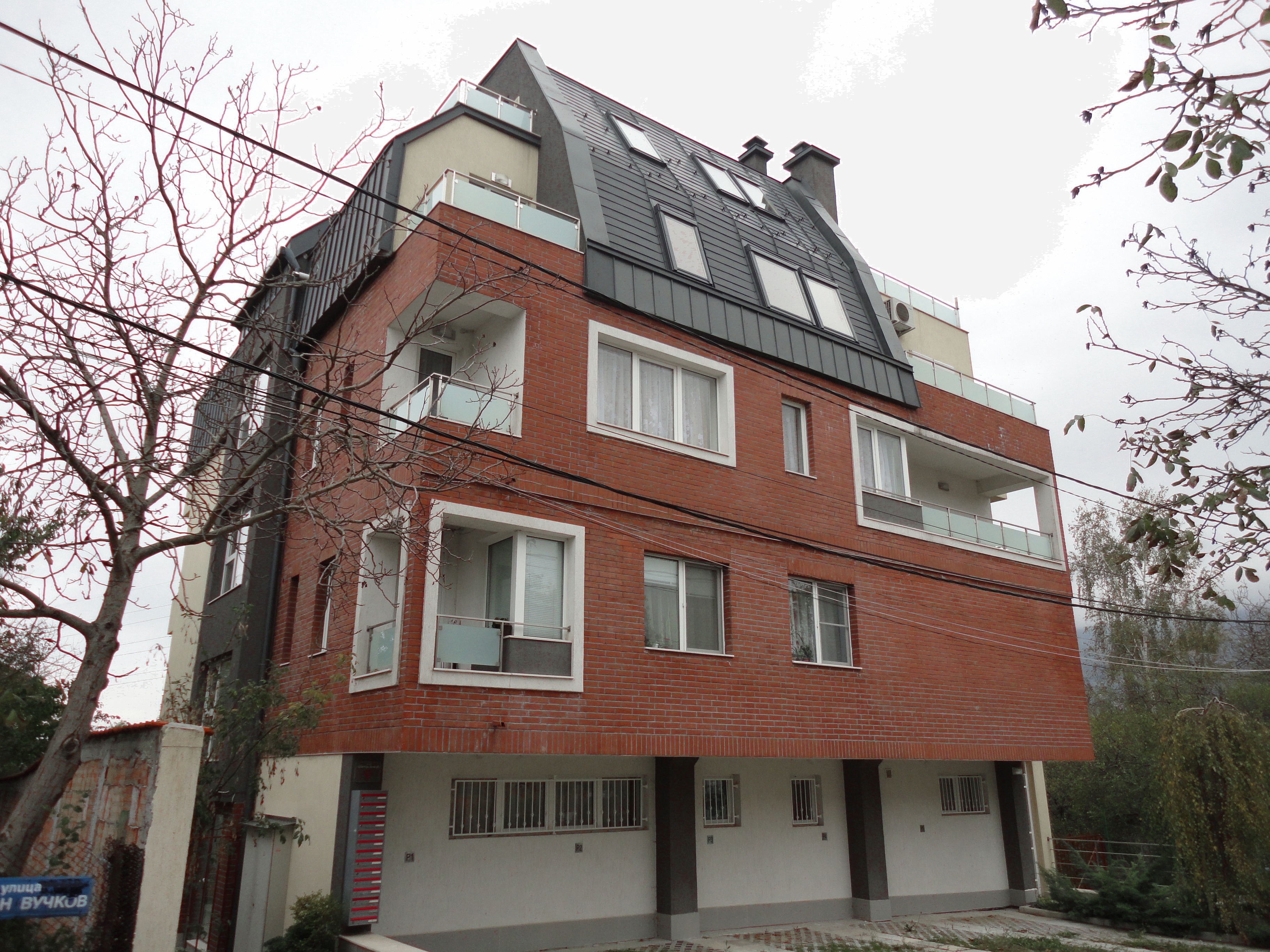
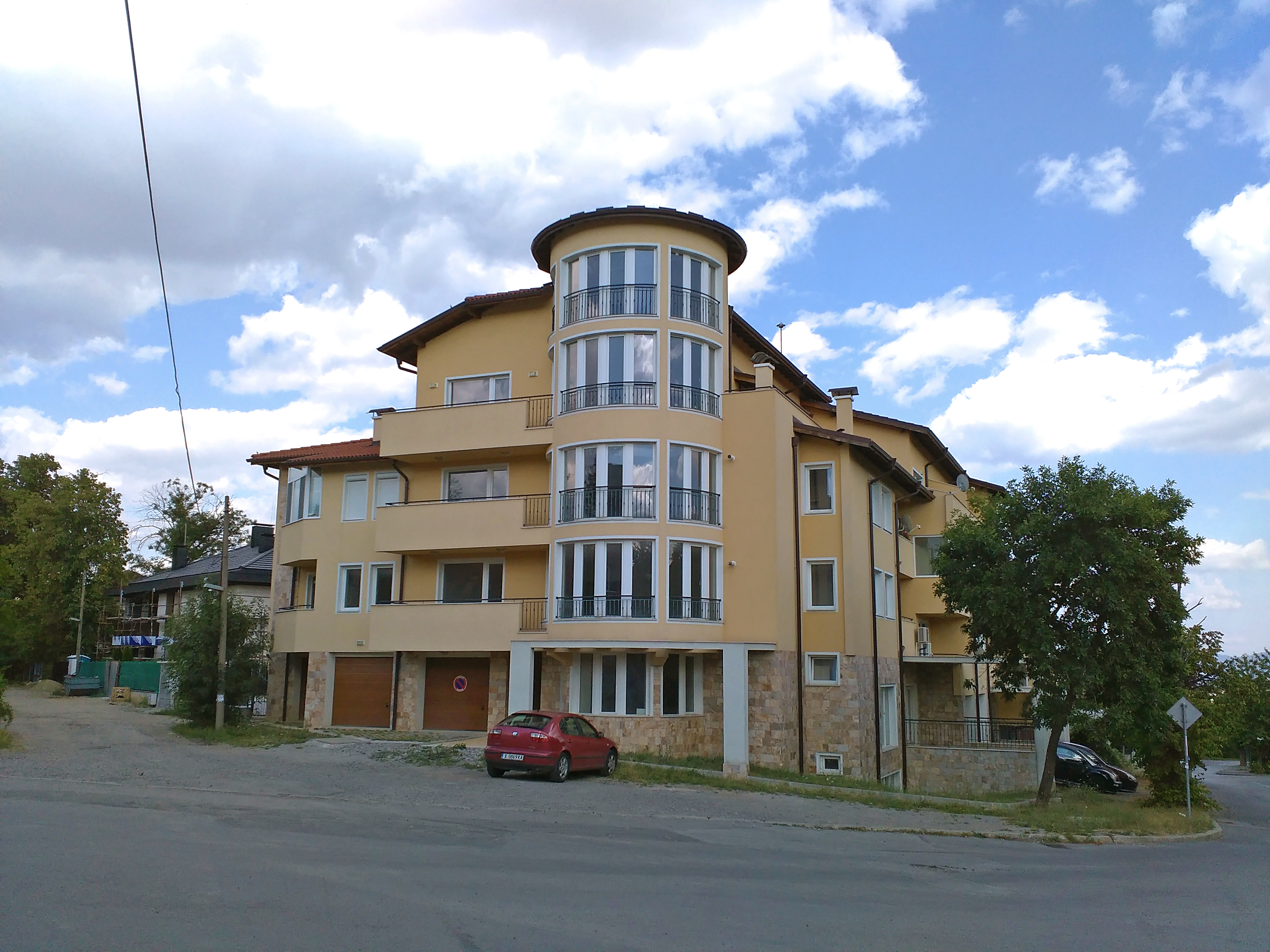
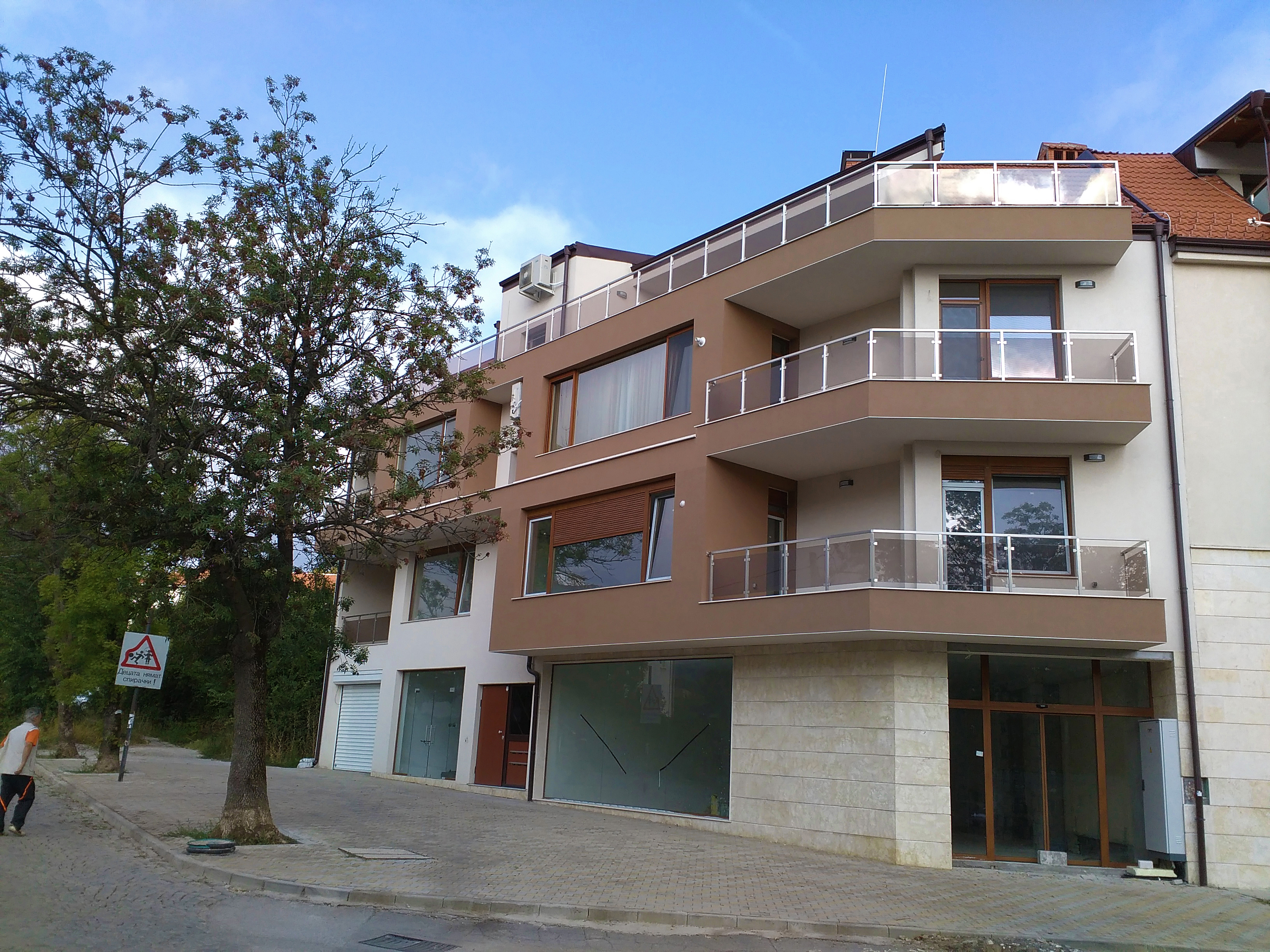
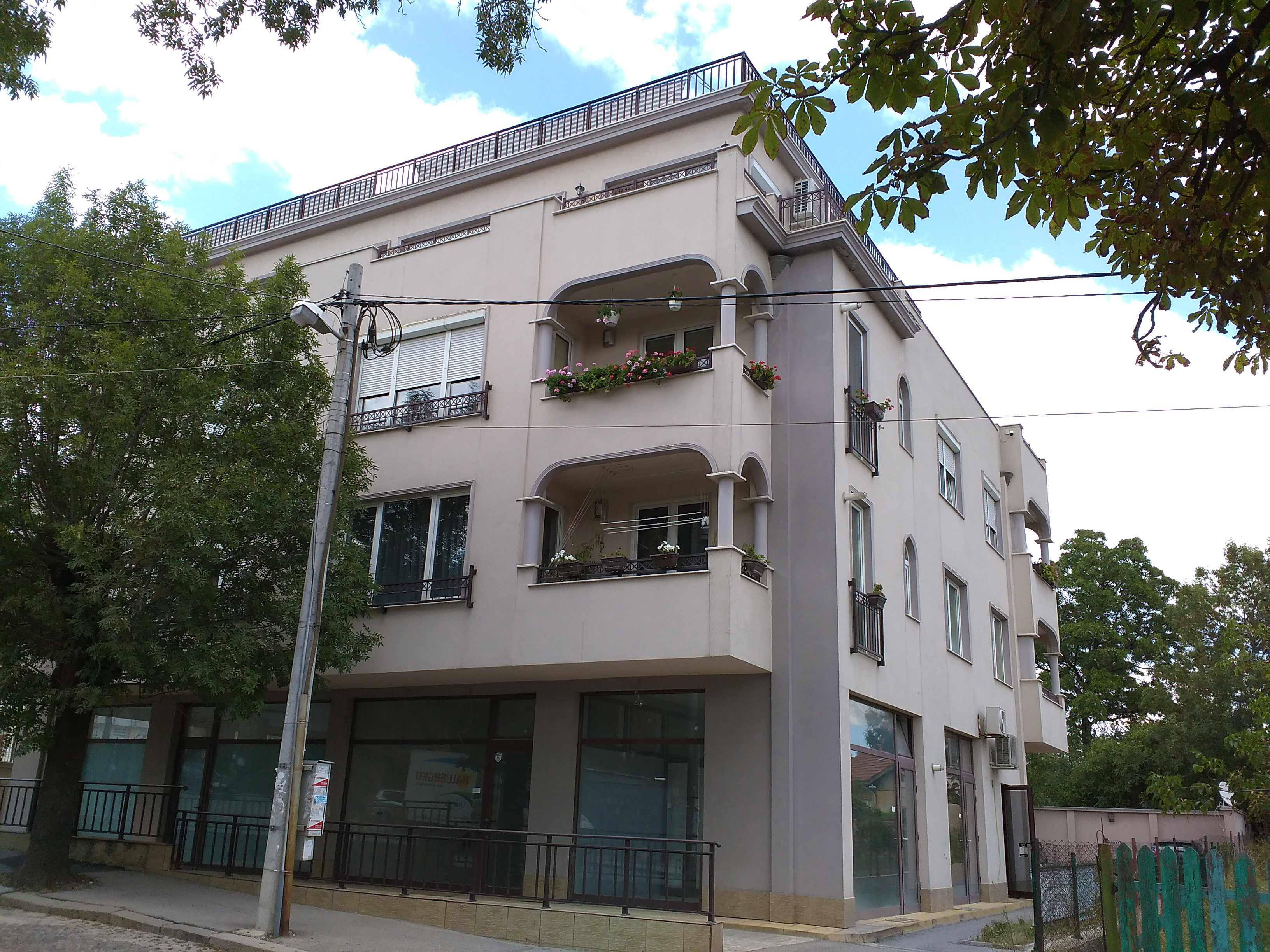
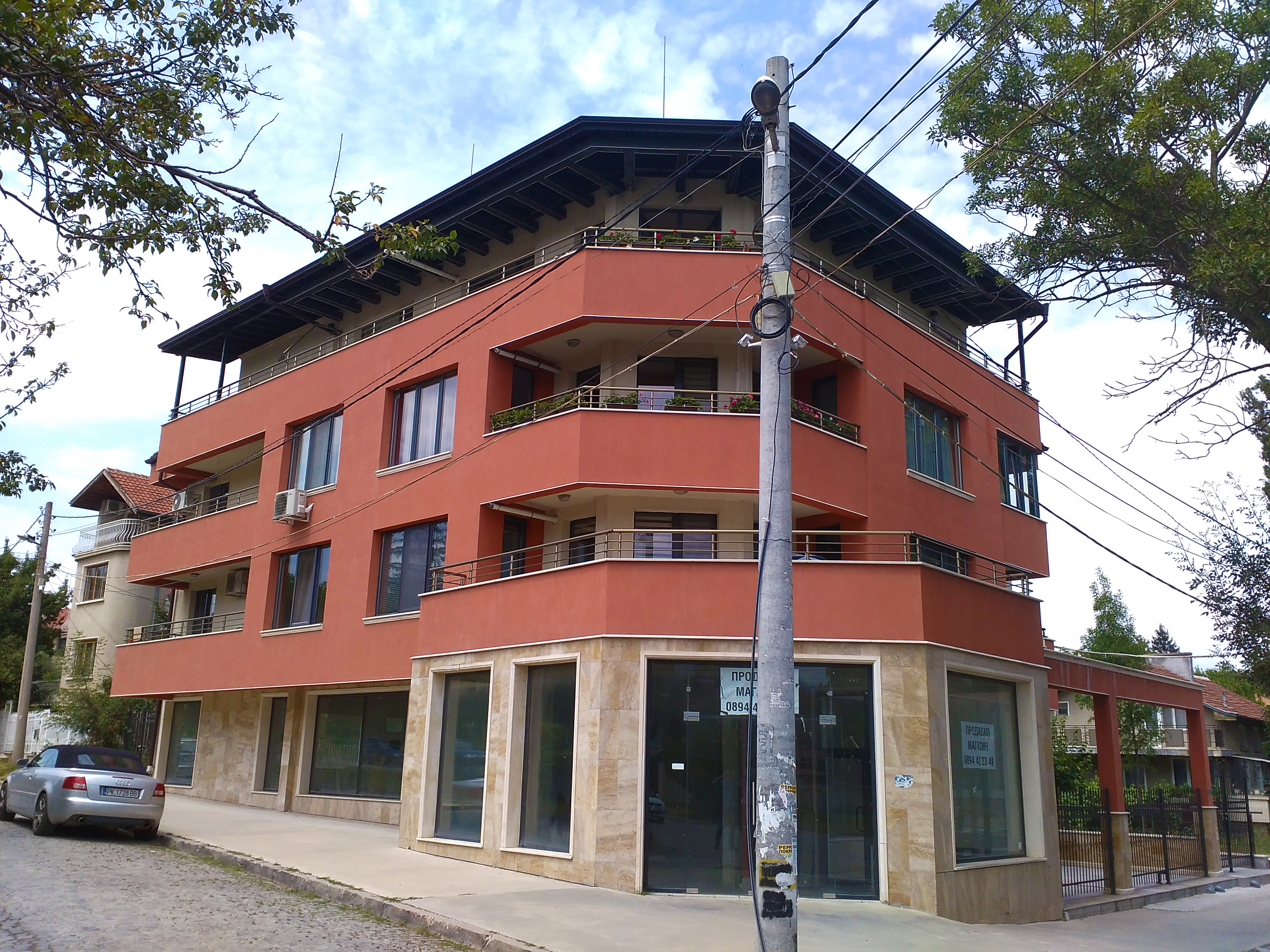
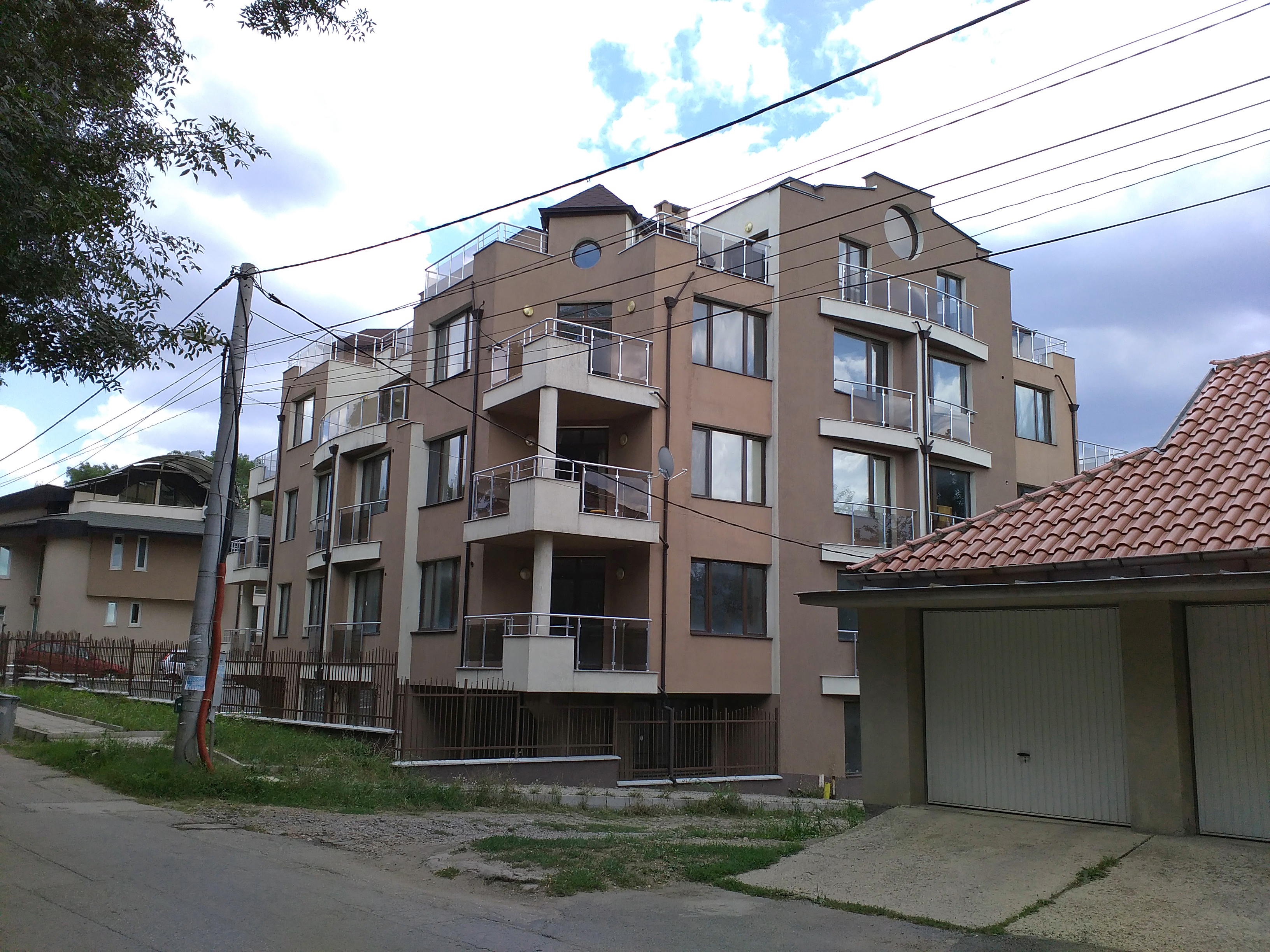

## Transport
Legăturile de transport ale cartierului Gorna Banea cu restul orașului Sofia erau asigurate în anul 2016 de autobuzele de pe liniile 260 și 103. Linia 260 pornea de pe bulevardul Nikola Petkov și trecea pe bulevardele Țar Boris III și Praga. În afara transportului rutier public, există în Gorna Banea o stație de cale ferată pe linia Pernik - Sofia, pe unde trec trenuri către Gara Centrală din Sofia.